# Blotiella reducta
Blotiella reducta là một loài dương xỉ trong họ Dennstaedtiaceae. Loài này được C. Chr. R.M. Tryon mô tả khoa học đầu tiên năm 1962.